# Arnaldo Sialle
Arnaldo Adolfo „Cacho” Sialle (ur. 5 maja 1965 w Rosario) – argentyński piłkarz występujący na pozycji obrońcy, trener piłkarski.